# جورج پولنی
جورج پولنی (انگلیسی: Georges Polny؛ زادهٔ ۳ فوریهٔ ۱۹۴۳) بازیکن فوتبال اهل فرانسه است.
از باشگاه‌هایی که در آن بازی کرده‌است می‌توان به باشگاه فوتبال سن-اتین و باشگاه فوتبال موناکو اشاره کرد.